# Impatiens namchabarwensis
Impatiens namchabarwensis es una especie herbácea perteneciente a la familia Balsaminaceae.

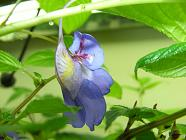
Impatiens namchabarwensis

## Descripción
Es una planta perenne que alcanza un tamaño de 40–50 cm de altura, nativa del Himalaya, que hiberna con rizoma carnoso grueso. Los tallos son muy ramificados, ligeramente leñosos en la base, los tallos bajos decumbentes, a menudo con enraizamiento en los nudos. Las flores son de color azul brillante o azul ultramar, con pequeñas manchas blancas en el centro y amarillo en la garganta.
Tiene vainas explosivas, como las otras especies de la familia Balsaminaceae. Las semillas son de color marrón cuando madura, de 1 mm.

## Distribución y hábito
Esta nueva especie fue descubierta en el cañón Namcha Barwa en el Tíbet en el verano de 2003 por Yuan Yong-Ming y Ge Xue-Jun, donde crece a una altitud de 930 metros en una zona muy limitada.

El nombre científico está a veces mal escrito como  "Impatiens namchabawensis".

## Taxonomía
Impatiens namchabarwensis fue descrita por R.Morgan, Yuan Yong-Ming & Ge Xue-Jun y publicado en Curtis's Botanical Magazine (Incorporating The Kew Magazine) 22(4): 205–208, pl. 537 & f. 1. 2005.
Etimología
Impatiens: el nombre científico de estas plantas se deriva de impatiens (impaciente), debido a que al tocar las vainas de semillas maduras estas explotan, esparciéndolas  a varios metros. Este mecanismo es conocido como balocoria, o también como "liberación explosiva".
namchabarwensis: epíteto geográfico que alude a su localización en Namcha Barwa en el Tíbet.
Sinonimia
- Impatiens arguta var. bulleyana Hook. f.
- Impatiens gagei Hook. f.
- Impatiens arguta Hook. f. & Thomson
- Impatiens taliensis Lingelsh. & Borza[3]